# بولينا كوستيوكوفيتش
بولينا أندريفنا كوستيوكوفيتش (الروسية: Полина Андреевна Костюкович ، من مواليد 7 مارس 2003) لاعبة متزلجة روسية ثنائي مع شريكها السابق في التزلج دميتري إيالين، حاصلة على الميدالية الفضية في بطولة العالم للناشئين لعام 2018 ، والحائزة على الميدالية الفضية في نهائي سباق الجائزة الكبرى للناشئين 2018-19 ، والميدالية البرونزية في بطولة العالم للناشئين لعام 2019. وهي أيضًا بطلة سباق الجائزة الكبرى للناشئين في كرواتيا 2017 وبطلة سباق الجائزة الكبرى للناشئين في النمسا 2018.